# جائزة إمنيت للموسيقى الآسيوية
جائزة إمنيت للموسيقى الآسيوية "Mnet Asian Music Awards" (وتعرف اختصارا باسم ماما "MAMA") هي واحدة من أهم احتفالات توزيع موسيقى البوب الكوري التي تقام سنويا من قبل شركة الترفيه الكورية «سي جاي إي أند إم» من خلال قناتها الموسيقية إمنيت، التي تشمل مشاركة بعض الممثلين والمشاهير الأكثر شهرة ليس في كوريا الجنوبية فحسب، ولكن في بلدان أخرى كذلك مثل الصين وتايوان وهونغ كونغ واليابان وإندونيسيا وكندا وسنغافورة والولايات المتحدة.

## وصلات خارجية
- جائزة إمنيت للموسيقى الآسيوية على موقع IMDb (الإنجليزية)
- جائزة إمنيت للموسيقى الآسيوية على موقع ميوزك برينز (الإنجليزية)

- الموقع الرسمي